# Стадион Монументал Вирхен де Чапи
Стадион Монументал Вирхен де Чапи (шп. Estadio Monumental Virgen de Chapi) је вишенаменски стадион у Арекипи, Перу. Стадион је саградио Универзитет Сан Агустин почетком деведесетих година 20. века и добио је име по Девице Чапи. Због своје величине, имену се додаје назив Монументал. Стадион је у великој мери финансирао прикупљач средстава за лутрију који је држао сам универзитет. Стадион је био домаћин великих догађаја као што су Боливарске игре и Копа Америка 2004. године, и одржаног финала јужноамеричког купа 2003. у којем су играли клубови Сијенсијано и Ривер Плејт. Дозвољени капацитет гледалаца стадиона је тренутно 60.000.